# Oleszna (przystanek kolejowy)
Oleszna – nieistniejący przystanek kolejowy, położony dawniej na osiedlu Oleszna w Szczecinie, w województwie zachodniopomorskim, w Polsce.